# تیم ملی فوتبال ۵ نفره ایران
مدال نقره بازی های پاراآسیایی هانگژو چین

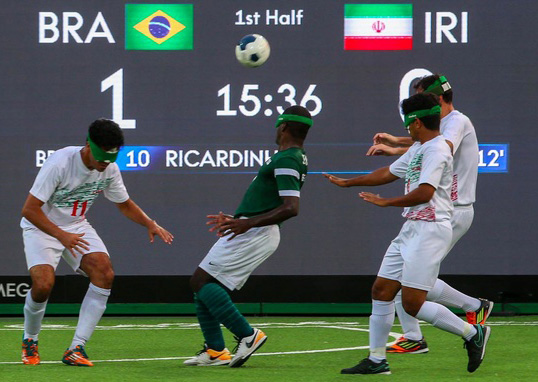
تیم ملی فوتبال ۵ نفره ایران

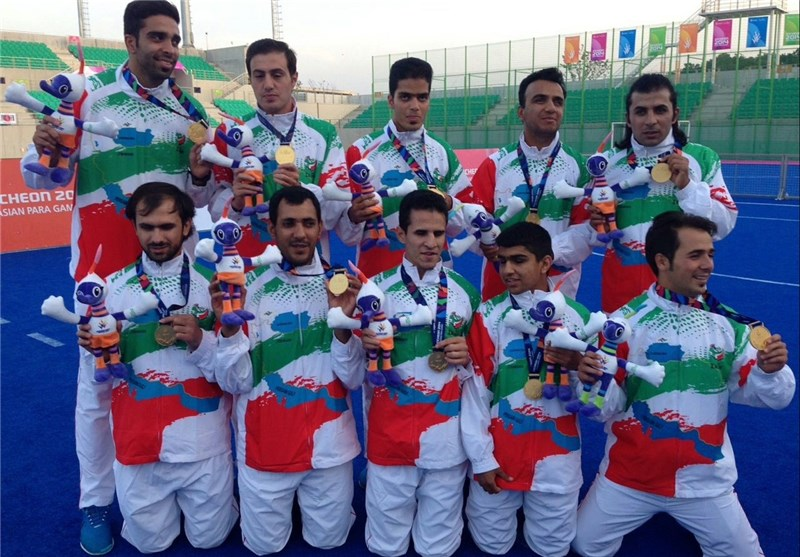
تیم ملی فوتبال ۵ نفره ایران

تیم ملی فوتبال ۵ نفره ایران یا تیم ملی فوتبال نابینایان ایران نماینده فوتبال ۵ نفره ایران در مسابقات پارالمپیک و پارآسیایی می‌باشد. این تیم توسط فدراسیون ورزش‌های جانبازان و معلولین جمهوری اسلامی ایران کنترل می‌شود.
حسن رجب‌پور و محمد حیدری (خوزستان)، *محمدجوادحمیدی* (خوزستان)، احمدرضا شاه حسینی، میثم شجاعیان،سید سعید موسوی، سامان اجرت دست، رسول باصری و حجت الله مزارعی (فارس)، امیر پور رضوی و بهزاد زادعلی اصغر (آذربایجان شرقی)، کامبیز رضوی (خراسان رضوی)، مرتضی رمضانی و علی نورانی (گیلان)

## پیشینه
www.paralympic.ir/fa/intro/sportfields/iransports
رشته فوتبال 5 نفره در سال 1996 میلادی فعالیت خود را تحت نظر IBSA ‌آغاز کرد. این رشته در سال 1385 در ایران فعال و در سال 1386 اولین اعزام برون مرزی آن به مسابقات آسیا – اقیانوسیه کره جنوبی انجام شد. این رشته ویژه معلولین نابینا و کم‌بینا می‌باشد.

## تورنمنت ها

### بازی‌های پارالمپیک
| سال   | رده         | بازی | برد | برابر | باخت |
| ----- | ----------- | ---- | --- | ----- | ---- |
| ۲۰۰۴  | حاضر نبود   | –    | –   | –     | –    |
| ۲۰۰۸  | حاضر نبود   | –    | –   | –     | –    |
| ۲۰۱۲  | ششم         | ۵    | ۲   | ۱     | ۲    |
| ۲۰۱۶  | نایب قهرمان | ۵    | ۱   | ۳     | ۱    |
| مجموع | ۲/۳         | ۱۰   | ۳   | ۴     | ۳    |

### بازی‌های پارآسیایی
| سال   | رده         | بازی | برد | برابر | باخت |
| ----- | ----------- | ---- | --- | ----- | ---- |
| ۲۰۱۰  | نایب قهرمان | ۵    | ۳   | ۰     | ۲    |
| ۲۰۱۴  | قهرمان      | ۴    | ۳   | ۱     | ۰    |
| مجموع | ۱/۲         | ۹    | ۶   | ۱     | ۲    |